# Gloria Mundi
Gloria Mundi es una banda de rock de estilos punk y gótico, integrada por Eddie Maelov (voz masculina), Sunshine Patterson (que actualmente trabaja como Sunshine Gray; voz femenina y teclados), Ice y C.C. en saxofón. Ice sólo participó en la grabación de "I Individual", y luego se fue a formar otra banda con Steve Shears de Ultravox, banda amiga de Gloria Mundi, siendo reemplazado por Nigel Ross Scott (luego en Bruce Woolley And The Camera Club y Re-Flex). En la guitarra estaba Beethoven, de nombre original Pete Vos (se pronuncia 'vass'), quien luego se va a ser solista y disfruta del éxito poco tiempo en el sello RCA.
Al separarse Gloria Mundi, Maelov y Patterson crean su discográfica Survival Records y forman un dúo llamado Eddie And Sunshine.

## Discografía

### Sencillos
- 1978 "Fight Back" b/w "Do it" 7" PB 5068,
- 1978 "Glory of the World" b/w "Nothing to Say" 7" PB 5118,
- 1979 "YY?" b/w "Do you Believe?" 7" PB 5169,
- 1979 "Dangerous to Dream" b/w "Temporary Hell ( PART 2 )" 7" PB 5193,

### Álbumes
- I Individual (1977 ) PL 25157,
- The Word is Out (1978) produced by John Punter PL 25244, cassette PK 25244
- Punk Collection Vol 2 RCA PLWL-1007